# Darienne Lake
Greg Mayer (nascut el 27 de novembre de 1971), més conegut pel nom artístic de Darienne Lake, és una drag queen i personalitat de la televisió. Lake va començar a actuar en drag l'any 1990 a Rochester, Nova York abans d'assolir protagonisme després de competir en la sisena temporada de RuPaul's Drag Race, quedant en quarta posició.

## Primers anys de vida
Lake va néixer a Long Island, Nova York i es va traslladar a Rochester als onze anys. Als divuit anys, la seva mare la va expulsar de casa per la seva orientació sexual; la seva mare s'ha disculpat des de llavors.

## Carrera

### Treball primerenc
La carrera drag de Lake va començar a Rochester, Nova York després del seu primer any d'universitat el 1990. Es va inspirar en l'actuació d'una drag queen com el Dr. Frank-N-Furter en una producció local de The Rocky Horror Picture Show. Quan els seus amics la van posar a l'arrossegament, van dir que s'assemblava a Ricki Lake a Hairspray (1988); el nom artístic Darienne Lake és un homenatge a ella, així com al parc d'atraccions Six Flags Darien Lake. Lake va aparèixer més tard en un episodi de 1997 de The Ricki Lake Show sobre drag queens de mida més gran. La drag de Lake, Naomi Kane, també va ser la mare d'arrossegament de la Mrs. Kasha Davis.
Des de la dècada de 1990, Lake ha estat actiu a la comunitat de drag de Nova York i ha actuat als Estats Units i internacionalment. Lake va tenir el títol de Miss Gay Rochester el 1998-1999.
El 2003, va aparèixer en un documental de VH1 sobre l'arrossegament titulat Boys Will Be Girls, al costat de la seva filla drag Pandora Boxx, que es va convertir en concursant de la segona temporada de RuPaul's Drag Race, així com de la primera i sisena temporada de RuPaul's Drag Race All Stars.

### Drag Race
Lake va guanyar protagonisme internacional després de guanyar la votació dels fans per aparèixer a la sisena temporada de Drag Race. Durant la sèrie, Lake va guanyar un repte principal i finalment va acabar en la competició al quart lloc darrere d'Adore Delano, Courtney Act i la guanyadora Bianca Del Rio.
El 2018, Lake va aparèixer a Hurricane Bianca: From Russia with Hate.
Lake ha estat elogiada per les seves habilitats de sincronització de llavis, després d'haver sobreviscut a tres sincronitzacions de llavis per a la teva vida a Drag Race. IndieWire va escriure que Lake "se sincronitza com si el lloguer es paga". Vulture va classificar Lake com una de les 100 drag queens més poderoses d'Amèrica el 2019.

## Vida personal
El 2020, Lake va ser operat per un melanoma.